# Artica
Gli Artica sono un gruppo gothic rock/new-wave nato a Roma nel 1989.

## Storia
Gli Artica sono una band gothic rock, new wave fondata nel 1989 da un gruppo di studenti del Liceo Scientifico Teresa Gullace Talotta nella zona sud-est di Roma.
Fin dall'inizio il gruppo fu influenzato dai gruppi Dark e New-Wave inglesi.
Nel periodo 1989-1992 il gruppo si esibiva nei locali musicali di Roma con un repertorio formato da cover dei The Cure, Fields of The Nephilim, Sister of Mercy, Litfiba e The Mission, aggiungendo una presenza sempre maggiore di pezzi propri.
Nel febbraio 1993 uscì il primo demo-tape Marea composto di 8 tracce scritte in italiano che contribuì a diffondere la fama del gruppo oltre i confini cittadini e regionali. Infatti il gruppo ottenne positive recensioni su riviste specializzate italiane, francesi, tedesche e inglesi. Alcune tracce del demo furono inserite in varie compilations che attirarono l'interesse di Oliver Paccaud, leader e bassista del gruppo francese Lucie Cries. La traccia "Preghiera" fu inserita nella compilation "L'Appel de la Muse, vol. IV"
Dopo la realizzazione del secondo demo-tape, "Dahlia" nel mese di Febbraio del 1994, l'interesse per la band aumentò sia in Italia che in Europa.
Il numero di partecipazioni in compilation internazionali aumentò, dando al gruppo una maggiore visibilità. Fra queste "Gothic-Rock II" (Jungle Records) e Death by Dawn 2 - The Avenger (Apollyon Records). Inoltre nello stesso anno Mick Mercer ha inserito gli Artica nel terzo "Gothic - Rock Book" insieme alle celebrità del Gothic-Rock come Bari-Bari (Mephisto Walz), Mike Van Portfleet (Lycia/ Bleak), GodKrist (Madre Del Vizio), Patrick Hendrix (The Breath Of Life), Dave (Vendemmian) scrissero recensioni positive sul gruppo.
Grazie a Jörg Kleudgen (The House Of Usher) la musica degli Artica attirò l'attenzione di Joelen Mingi (Angina Pectoris) manager dell'etichetta tedesca Nyctalopia: nel maggio 1995 il primo CD Ombra e Luce fu finalmente completato, composto di 12 tracce (in gran parte tratte dai due precedenti Demo-Tape "Marea" e "Dahlia" + 4 tracce inedite).
Nell'aprile 1996 la band rifiutò un nuovo contratto con la Nyctalopia e cominciò una nuova seduta di registrazione per il futuro CD intitolato "Natura", prodotto nel luglio 1997 dall'etichetta italiana Radio Luxor.
Durante la realizzazione di "Natura", l'etichetta inglese Euromedia produsse la nuova compilation di Mick Mercer The Hex Files vol. 2 - The Goth Bible” in cui gli Artica sono rappresentati con la nuova traccia Lucrezia.
Dopo un anno Radio Luxor produsse un cd tributo per i Virgin Prunes e gli Artica realizzarono una versione personalizzata di "Caucasian Walk".
Il gruppo prese una pausa di riflessione per gli anni seguenti e solo nel 2003 cominciò a lavorare ad un nuovo CD per l'etichetta indipendente romana "Decadance Records".
Contemporaneamente nello stesso anno uscì una ristampa di "Ombra e Luce" con una bonus track "Sette Anni".
Il nuovo CD "Plastic Terror" è uscito a gennaio 2006.
I testi sono principalmente in inglese e il CD rappresenta il meglio dei 16 anni di produzione musicale degli Artica.
Nel 2013 Michele Mariella lasciò la band facendo subentrare Federico Marigliano.
Nel 2016 viene pubblicato The Tapes raccolta disponibile esclusivamente in formato digitale contenente inediti e versioni alternative di alcuni brai storici. Su tutte L'Oscurità 2016 in versione piano-voce.
Il 9 giugno 2017 è stato pubblicato Panacea, nuovo album composto da 9 tracce inedite e 2 bonus tracks. A settembre del 2017 Massimiliano Bonavita per ragioni personali sceglie di continuare a collaborare con la band, ma da dietro le quinte. L'organico della band si riduce così ufficialmente a 4 elementi.
Tra il 2003 e il 2024 vengono pubblicati tre nuovi singoli: The Bomb, Dancing (Through the Cemetery Gates) e The Calling che anticipano il nuovo album Polychrome in uscita a novembre del 2024.

## Formazione
- Alberto Casti (voce, chitarra)
- Gabriele Serafini (chitarra)
- Stefano Marcon (percussioni)
- Federico Marigliano (basso)

## album
- Ombra e luce - 1995 album (Nyctalopia records e ristampato con l'aggiunta del brano 7 anni - Decadance Records nel 2006)
- Natura - 1997 album (Radio Luxor)
- Plastic Terror - 2006 album (Decadance Records)
- The Tapes - 2016 album di inediti (EIN music)
- Panacea - 2017 album (EIN music)

## Singoli
Panacea - 2017
Hellehead - 2017
The bomb - 2023
Dancing (Through the Cemetery Gates) - 2023
The Calling - 2024